# 恩智城
恩智城（おんじじょう）は、中世日本の豪族、恩智満一が現在の大阪府八尾市に当たるところに築いた城である。

## 構造
恩智城は平山城に分類される。
自然の高地を利用した城郭で、高安山との間に堀をめぐらせ前方に大阪平野を一望のもとにおさめた。東側の一段低くなった部分はかつて水堀であった場所で、中には小島があり、昔の一の丸にあたる。ここが現在の恩智城址公園である。恩智城址公園の更に東側には、万葉集に詠まれた草花や樹木を集めた第1万葉植物公園(昭和59年八尾市建設)がある。また、現在の石碑がある場所は二の丸の址である。

## 歴史
築城されたのは建武の新政が行われた1334年 - 1338年で、恩智左近満一によるものと考えられている。
正平3年（1384年）の四條畷の戦いで楠木正行が戦死すると、恩智城も落城した。　
学制発布のときに跡地に恩智小学校が建造された。今では恩智城址公園となり、桜の名所として知られている。

また、恩智神社の社伝（延宝3年（1675年）文書）によると、南北朝時代初期頃に楠木正成に従った恩智左近満一が恩智城を築城した際、城が神社を見下す形になったため、恩智神社が旧社地（天王の杜）から現社地に遷座されたという。